# Mühlbach (Kahl, Alzenau)
Der Mühlbach, auch Mühlgraben genannt, ist ein rechter Nebenarm der Kahl in Alzenau im Landkreis Aschaffenburg im bayerischen Spessart.

## Geographie

### Verlauf
Der Mühlbach zweigt an der Kaiser-Ruprecht-Brücke von der Kahl ab. Er fließt mit leichtem Gefälle nach Nordosten und knickt hinter dem Rathaus unter dem Rathaussteg in westliche Richtung ab.
Von dort verläuft er zwischen der alten Ölmühle und Wohnhäusern, unterquert den Kahltal-Spessart-Radweg und mündet in der Nähe des Entengassensteges wieder in die Kahl.

Der Mühlbach
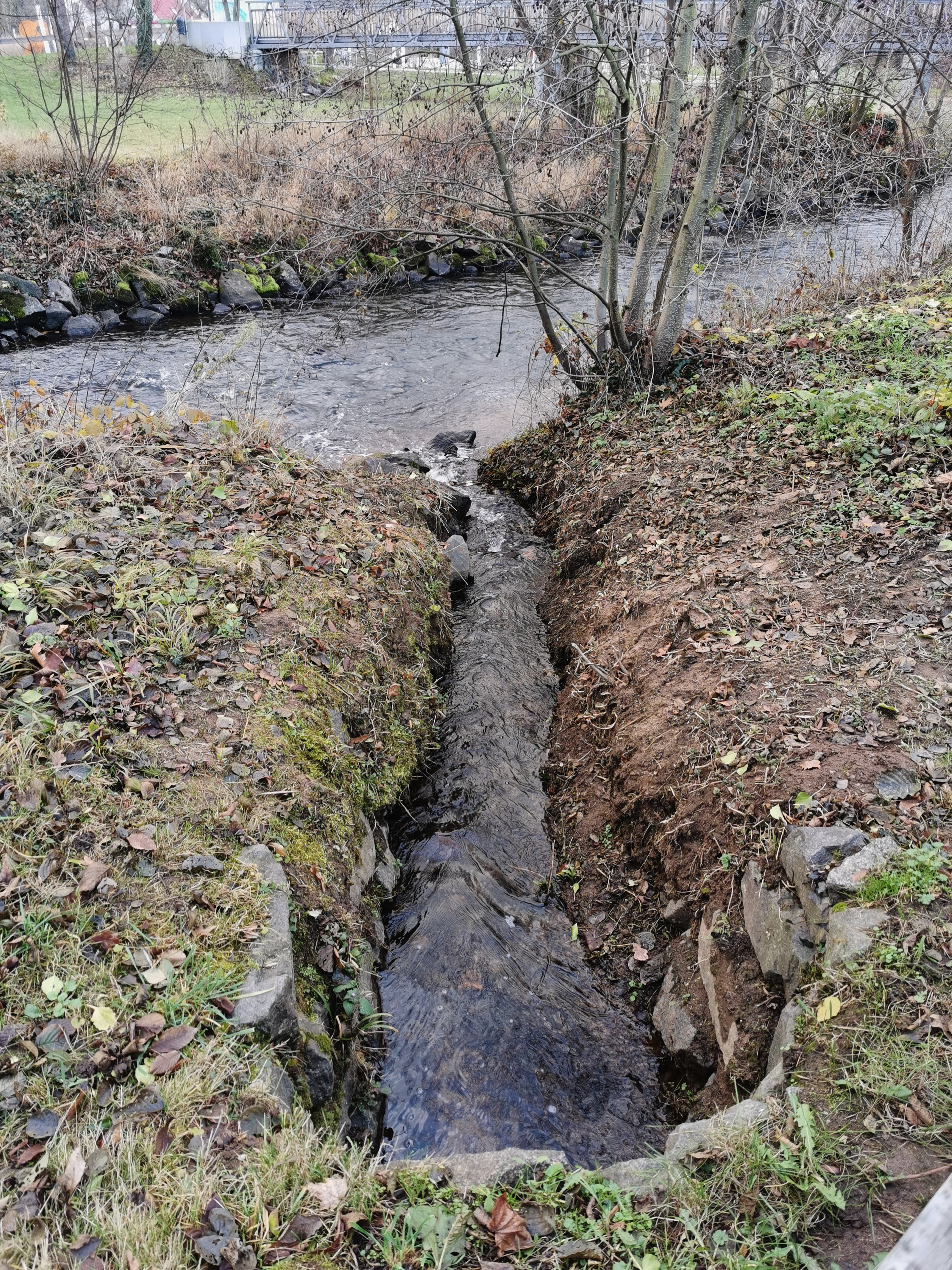
Mündung in die Kahl
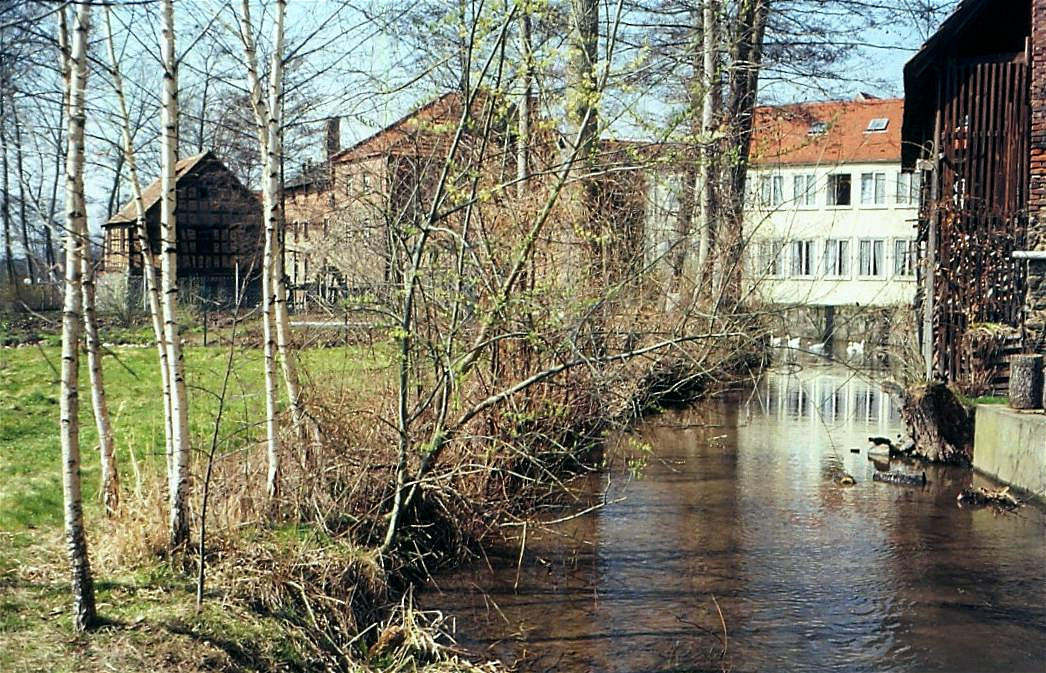
Mühlbach 1985
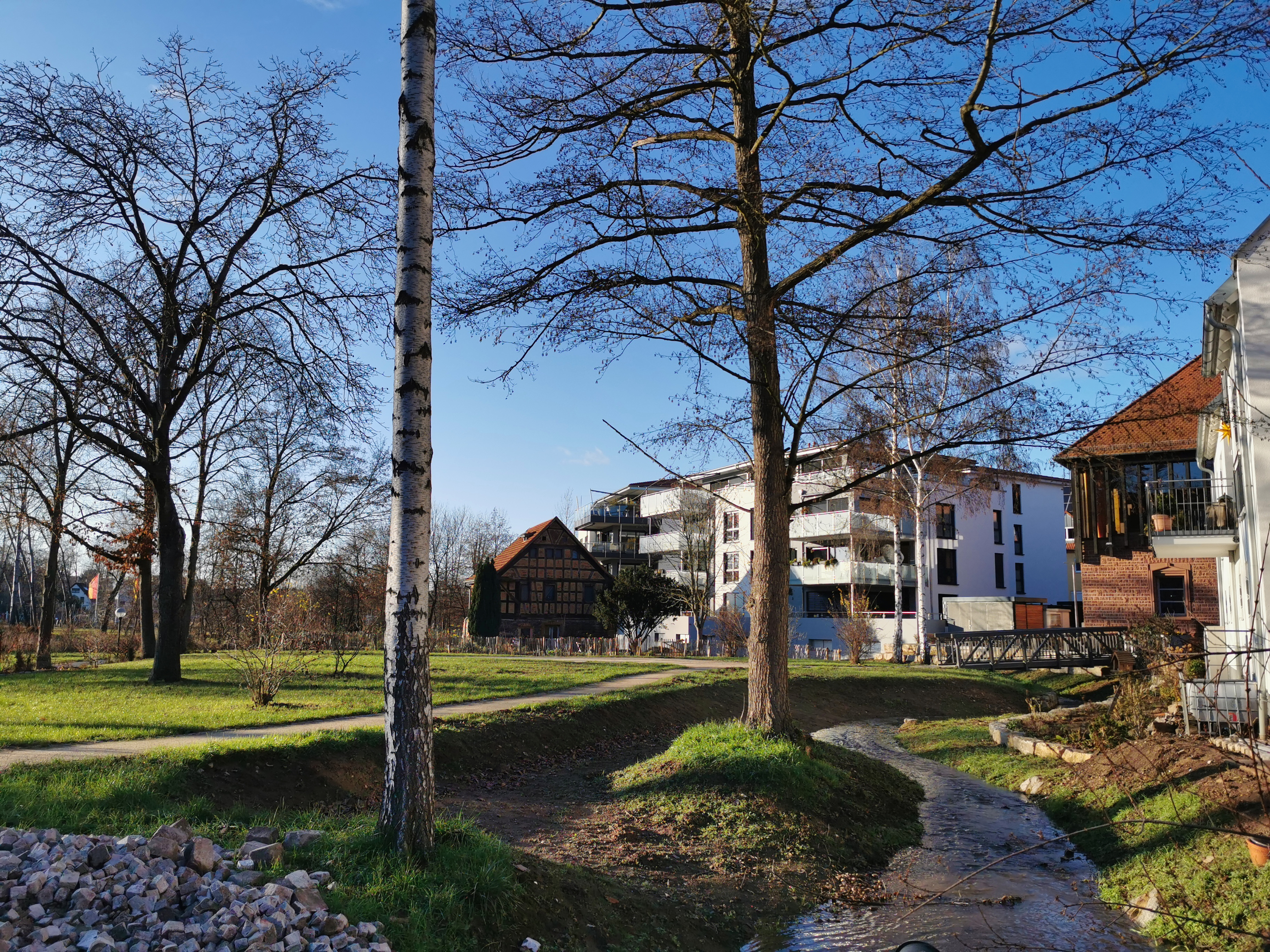
Mühlbach 2020

### Flusssystem Kahl
- Liste der Fließgewässer im Flusssystem Kahl

## Geschichte

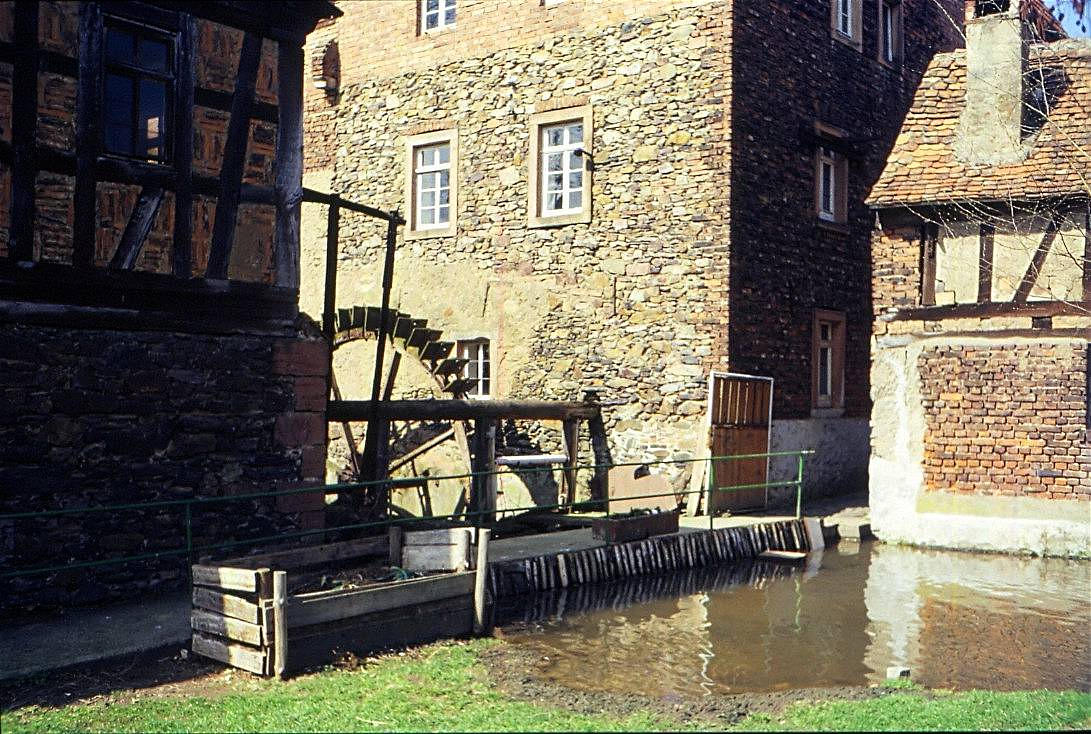
Der Mühlbach betrieb 1985 noch die Wasserräder der Hasenmühle

Der Mühlbach wurde ursprünglich zum Betreiben der Hasenmühle angelegt. Ein etwa 15 m langes Wehr staute die Kahl unter der Kaiser-Ruprecht-Brücke und leitete den Mühlbach zu den Wasserrädern. Später entfernte man das Wehr und leitete das Wasser unterirdisch in den Mühlbach. Dabei wurde die Durchflussmenge auf 30 l/s reduziert. Die Einleitung in das unterirdische Rohr befindet sich am Burgparkplatz.
Die Stadt Alzenau kaufte im Jahr 2013 die Mühlbachwiese. Beim Abbruch des alten, 1311 erstmals erwähnten Hasenmühlengebäudes und dem anschließenden Bau des Wohnparks „Alte Hasenmühle“ wurde der Wasserlauf stillgelegt. Die 1801 errichtete Ölmühle wurde dabei nicht mit abgerissen, da sie unter Denkmalschutz steht.
Im September 2020 begannen am Mühlbach die Renaturierungsmaßnahmen auf einer Länge von 60 m. Die Breite des Bachbettes wurde reduziert, um die Fließgeschwindigkeit zu erhöhen. Auch der Verlauf des Mühlbachs wurde geändert, damit der Abstand zu den bestehenden Gebäuden vergrößert wird. Das Ufer fasste man mit Wasserbausteinen und zweireihig aufgesetzten Muschelkalkquadern ein. Gegen Ende des Jahres aktivierte man den Wasserlauf wieder.